# Hustler's P.O.M.E. (Product of My Environment)
Hustler's P.O.M.E. (Product of My Environment) è il terzo album di Jim Jones ed è stato prodotto nel 2006.
L'album ha venduto circa 106 000 copie nella sua prima settimana, debuttando nella Billboard 200 al 6º posto. Il 4 febbraio l'album ha venduto 400 000 copie negli Stati Uniti.
Il singolo più famoso è We Fly High; un altro dei singoli più famosi, è "Reppin' Time" (prodotto da The Runners).

## Tracce
1. "Intro" (feat. Max B) (Prodotta da Big K.O.) - 5:24
2. "So Harlem" (feat. Max B) (Prodotta da Chink Santana) - 5:03
3. "Bright Lights, Big City" (feat. Max B) (Prodotta da Jim Bond) - 4:16
4. "Emotionless" (feat. Juelz Santana) - 4:45
5. "Reppin' Time" (Prodotta da The Runners) - 4:24
6. "Pin the Tail" (feat. Cam'ron, Juelz Santana and Max B) (Prodotta da Critical Child) - 4:57
7. "Get It Poppin" (feat. Jha Jha and Princess) (Prodotta da Chink Santana) - 4:01
8. "Mr. Cool" - 0:09
9. "We Fly High" (Prodotta da Zukhan) - 3:56
10. "Voicemail Skit" - 0:50
11. "Love of My Life" (feat. Max B) (Prodotta da StreetHeat) - 3:27
12. "Voicemail Skit 2" - 0:45
13. "Weather Man" (feat. Lil Wayne and Stack Bundles) (Prodotta da Majik) - 4:42
14. "Don't Push Me Away" (feat. sex Rell) (Prodotta da Mercury) - 4:50
15. "Pour Wax" (feat. Hell Rell) (Prodotta da Jim Jones) - 4:20
16. "Freekey Zekey Skit" - 2:01
17. "Don't Forget About Me" (feat. Max B) (Prodotta da Joe Black and Noyz) - 4:49
18. "I Know" (feat. Chink Santana) (Prodotta da Chink Santana) - 4:59
19. "My Life" (Prodotta da Chink Santana) - 2:55
20. "Concrete Jungle" (feat. Max B, Rell, Dr. Ben Chavis, NOE) (Prodotta da Chink Santana) - 5:55